# Chorebus fordi
Chorebus fordi är en stekelart som först beskrevs av Nixon 1954.  Chorebus fordi ingår i släktet Chorebus och familjen bracksteklar. Inga underarter finns listade i Catalogue of Life.